# Sergej Babkov
Sergej Anatoljevitsj Babkov (Russisch: Сергей Анатольевич Бабков, Biejsk, 5 juni 1967 – 21 augustus 2023) was een Russische basketbalspeler die speelde voor het nationale team van Rusland. Hij heeft de medaille gekregen van Meester in de sport van Rusland.

## Carrière
Babkov begon zijn profcarrière bij CSKA Moskou in 1985. Met CSKA werd Babkov een keer Landskampioen van de Sovjet-Unie in 1988. In 1988 stapte Babkov over naar Lokomotiv Novosibirsk. In 1992 verliet Babkov Lokomotiv en vertrok naar TBB Trier in Duitsland. In 1994 vertrok Babkov naar CB Málaga in Spanje. In 1999 ging Babkov naar een andere Spaanse club. Babkov ging naar Joventut Badalona. In 2000 stopte Babkov met basketballen.
In 2003 werd Babkov hoofdcoach bij Sibirtelecom-Lokomotiv Novosibirsk. Van 2004 tot 2005 was Babkov hoofdcoach van het nationale team van Rusland. In 2006 ging Babkov als hoofdcoach aan de gang bij Spartak Primorje Vladivostok. In 2009 keerde Babkov terug bij BK Novosibirsk.
Babkov overleed op 56-jarige leeftijd.

## Erelijst
- Landskampioen Sovjet-Unie: 1
  - Winnaar: 1988
  - Tweede: 1986, 1987
- Wereldkampioenschap:
  - Zilver: 1994, 1998
- Europees Kampioenschap:
  - Zilver: 1993
  - Brons: 1997

## Speler
4 Gorin ·
5 Sjakoelin ·
6 Soecharev ·
7 Astanin ·
8 Nosov ·
9 Bazarevitsj ·
10 Babkov ·
11 Michajlov ·
12 Karasjov ·
13 Fetisov ·
14 Panov ·
15 Kondratov ·
Coach: Selichov
· Assistent-coach: 
· Assistent-coach: 
4 Pasjoetin ·
5 Domani ·
6 Gratsjev ·
7 Kisoerin ·
8 Nosov ·
9 Bazarevitsj ·
10 Babkov ·
11 Michajlov ·
12 Karasjov ·
13 Fetisov ·
14 Panov ·
15 Ivanov ·
Coach: Belov
· Assistent-coach: 
· Assistent-coach: 
4 Pasjoetin ·
5 Domani ·
6 Gratsjev ·
7 Kisoerin ·
8 Nosov ·
9 Bazarevitsj ·
10 Babkov ·
11 Michajlov ·
12 Karasjov ·
13 Fetisov ·
14 Panov ·
15 Ivanov ·
Coach: Belov
· Assistent-coach: 
· Assistent-coach: 
4 Karasjov ·
5 Koedelin ·
6 Domani ·
7 Kisoerin ·
8 Pasjoetin ·
9 Bazarevitsj ·
10 Babkov ·
11 Michajlov ·
12 Fetisov ·
13 Ivanov ·
14 Panov ·
15 Nosov ·
Coach: Belov
· Assistent-coach: 
· Assistent-coach: 
4 Karasjov ·
5 Koedelin ·
6 Koerasjov ·
7 Kisoerin ·
8 J. Pasjoetin ·
9 Sjakoelin ·
10 Babkov ·
11 Michajlov ·
12 Z. Pasjoetin ·
13 Fetisov ·
14 Panov ·
15 Nosov ·
Coach: Belov
· Assistent-coach: Kapranov
· Assistent-coach: Jerjomin
4 Karasjov ·
5 Koedelin ·
6 Pasjoetin ·
7 Kisoerin ·
8 Domani ·
9 Tichonenko ·
10 Babkov ·
11 Michajlov ·
12 Morgoenov ·
13 Koerasjov ·
14 Panov ·
15 Nosov ·
Coach: Belov
· Assistent-coach: Jerjomin
· Assistent-coach: 
4 Karasjov ·
5 Koedelin ·
6 Petrenko ·
7 Kisoerin ·
8 J. Pasjoetin ·
9 Tichonenko ·
10 Babkov ·
11 Koerasjov ·
12 Z. Pasjoetin ·
13 Avlejev ·
14 Panov ·
15 Nosov ·
Coach: Belov
· Assistent-coach: Jerjomin
· Assistent-coach: 

## Coach
4 Ponkrasjov ·
5 Holden ·
6 Licholitov ·
7 Fridzon ·
8 Morgoenov ·
9 Samojlenko ·
10 Chrjapa ·
11 Pasjoetin ·
12 Monja ·
13 Kirilenko ·
14 Ivanov ·
15 Savrasjenko ·
Coach: Babkov
· Assistent-coach: 
· Assistent-coach: 